# Contact (Roman)
Contact ist der Name eines Romans des Astronomen und Schriftstellers Carl Sagan, der 1985 erschien.
Der Roman bildet die Grundlage des gleichnamigen Films von Robert Zemeckis.

## Entstehungsgeschichte
Auf Anraten einer Freundin schrieb Carl Sagan gemeinsam mit seiner späteren Frau Ann Druyan im Jahr 1979 ein Treatment für einen Film über den Erstkontakt mit Außerirdischen. Als die Grundideen durch Überarbeitungen verwässert zu werden drohten, begann Sagan 1982, seine Vorstellungen in einem Roman zu verarbeiten. Contact erschien 1985 bei Simon & Schuster und wurde zum Bestseller.
Als das Projekt feststand, wurden auch Sagan und Druyan wieder daran beteiligt, sodass der letztlich entstandene Film ihren ursprünglichen Ideen sehr nahekommt.

## Handlung
Schon als Kind von Natur aus neugierig, beschließt Eleanor Arroway, eine wissenschaftliche Laufbahn einzuschlagen. Durch einen Freund und Kollegen stößt sie auf SETI, die Suche nach außerirdischer Intelligenz, und ist von der Möglichkeit fasziniert, Leben auf anderen Planeten zu entdecken. Diese Begeisterung wird in der Wissenschaftsgemeinde nicht immer geteilt, vor allem der angesehene David Drumlin, der Ellie als Wissenschaftlerin wenig ernst nimmt, ist Gegner des SETI-Projekts.
Schließlich entdeckt Ellies Forscherteam tatsächlich eine Botschaft von Außerirdischen, die neben den ersten 261 Primzahlen und einer zurückgesandten Fernsehaufnahme einen – wie sich später herausstellt – Bauplan für eine Maschine enthält. In internationaler Zusammenarbeit – was eine diplomatische Herausforderung darstellt – wird diese Maschine schließlich zwei Mal an zwei verschiedenen Orten auf der Welt innerhalb mehrerer Jahre gebaut.
Die Maschine stellt sich als Transportgerät für fünf Personen heraus. Die Präsidentin der Vereinigten Staaten bestimmt Ellies Lehrer und zeitweiligen Gegenspieler Drumlin als eine der Personen, die die Reise als Vertreter der Menschheit antreten sollen. Ellie Arroway ist darüber enttäuscht, dass nicht sie ausgewählt wurde, doch als auf eines der beiden Exemplare der Maschine ein Anschlag verübt wird, bei dem Drumlin stirbt, rückt sie an seine Stelle.
Als die Maschine aktiviert wird, werden die fünf Botschafter durch ein System von Wurmlöchern befördert. Schließlich haben sie Kontakt mit den Außerirdischen, von denen sich einer in Gestalt von Ellies Vater manifestiert, dessen Aussehen und Verhalten sie aus Ellies Erinnerungen rekonstruiert haben. Die Außerirdischen geben nur wenig Auskunft über sich selbst, erklären lediglich, dass sie die Konstruktionspläne zur Erde geschickt haben, da bestimmte Informationen über die Menschen nicht aus den Fernsehsignalen gewonnen werden konnten und sie somit in direkten Kontakt mit einzelnen Menschen treten mussten. Das Transportnetz, das sich durch die ganze Galaxie erstreckt, haben sie nicht selbst gebaut, sondern vorgefunden. Außerdem findet sich in der Zahl Pi eine verschlüsselte Botschaft, die auf eine höhere Macht hindeutet, also letztlich auf einen Gott.
Schließlich werden die Reisenden zur Erde zurückgeschickt, wo sie allerdings zunächst keinen Beweis für ihre Erlebnisse vorbringen können, da alle Aufnahmen gelöscht wurden, bis es Arroway Jahre später gelingt, eine der verschlüsselten Botschaften in Pi zu extrahieren.

## Trivia
Der Roman ist im Film "Die Fliege (1986)" in Minute 12:17 bis 12:37 im Bücherregal oben rechts zu sehen.

## Ausgaben
- Carl Sagan: Contact. Simon Schuster Trade, 1985
- Carl Sagan: Contact. Droemer Knaur, 1988